# Општина Власеница
Општина Власеница је општина у Републици Српској, БиХ. Сједиште општине је у насељеном мјесту Власеница. На попису становништва 2013. године Општина Власеница је имала 10.657 становника према подацима Републичког завода за статистику, а према подацима Агенције за статистику Босне и Херцеговине 11.467.

## Насељена мјеста
Подручје општине Власеница чине насељена мјеста: Бакићи, Брда, Власеница, Врли Крај, Гобеље, Грабовица, Градина, Драгашевац, Друм, Дураковићи, Дурићи, Џемат, Јасен, Козја Раван, Којчевина, Кулина, Куљанчићи, Кљештани, Мајсторовићи, Мишари, Мршићи, Неђељишта, Оџак, Пешевина, Пијуке, Плакаловићи, Подцрквина, Пустоше, Рача, Рашића Гај, Рогосија, Симићи, Тикварићи, Тугово, Туралићи*, Цвијетањ*, Церска, Шадићи Горњи, Шадићи Доњи.
Највећи дио пријератне општине Власеница остао је у саставу Републике Српске. У састав Федерације БиХ ушао је дио насељеног мјеста Туралићи.
Послије рата у Босни и Херцеговини, подручје општине Власеница је подијељено. Из ње су издвојена 54 насељена мјеста од којих је формирана општина Милићи, која је постојала до 60-их година 20. вијека, тако да данас општина Власеница има 38 насељених мјеста.

## Процјена броја становника за период 2001–2005. година
Подаци Завода за статистику Републике Српске о наталитету, морталитету и природном прираштају на 1000 ставновника за период 2001—2005. године:
Природно кретање становништва општине Власеница (Може се сматрати да у односу на процјене броја становника у 2004. години није дошло до значајних промјена, мада постоје неповољни миграциони трендови ка већим урбаним центрима.)
| година             | 2001.  | 2002.  | 2003.  | 2004.  | 2005. |
| Број становника    | 20.032 | 20.166 | 20.301 | 20.437 | —     |
| Рођени             | 89     | 84     | 93     | 86     | 93    |
| Умрли              | 87     | 90     | 97     | 99     | 101   |
| Природни прираштај | 2      | 4      | -4     | -13    | -8    |
| Склопљени бракови  | 73     | 69     | 53     | 67     | -     |
| Разведени          | 13     | 12     | 9      | 17     | -     |

## Данашње стање
Тренутно у овој општини живи око 11.000 становника.

## Политичко уређење

### Општинска администрација
Начелник општине представља и заступа општину и врши извршну функцију у Власеници. Избор начелника се врши у складу са изборним Законом Републике Српске и изборним Законом БиХ. Општинску администрацију, поред начелника, чини и скупштина општине. Институционални центар општине Власеница је насеље Власеница, гдје су смјештени сви општински органи.
Начелник општине Власеница је Мирослав Краљевић испред Савеза независних социјалдемократа, који је на ту функцију ступио након локалних избора у Босни и Херцеговини 2016. године. Састав скупштине општине Власеница је приказан у табели.

## Национални састав 1991.
|             | 2013.           | 1991.            | 1981.            | 1971.            |
| Укупно      | 11 467 (100,0%) | 17 761 (100,0%)  | 30 498 (100,0%)  | 26 623 (100,0%)  |
| Срби        | 7 589 (66,18%)  | 6 311 (35,53%)   | 13 531 (44,37%)  | 13 431 (50,45%)  |
| Бошњаци     | 3 763 (32,82%)  | 10 897 (61,35%)1 | 15 337 (50,29%)1 | 12 881 (48,38%)1 |
| Непознато   | 32 (0,279%)     | –                | –                | –                |
| Хрвати      | 31 (0,270%)     | 32 (0,180%)      | 44 (0,144%)      | 42 (0,158%)      |
| Неизјашњени | 22 (0,192%)     | –                | –                | –                |
| Остали      | 16 (0,140%)     | 249 (1,402%)     | 131 (0,430%)     | 151 (0,567%)     |
| Југословени | 4 (0,035%)      | 272 (1,531%)     | 978 (3,207%)     | 17 (0,064%)      |
| Роми        | 3 (0,026%)      | –                | 352 (1,154%)     | 53 (0,199%)      |
| Муслимани   | 3 (0,026%)      | –                | –                | –                |
| Православци | 2 (0,017%)      | –                | –                | –                |
| Црногорци   | 1 (0,009%)      | –                | 81 (0,266%)      | 28 (0,105%)      |
| Украјинци   | 1 (0,009%)      | –                | –                | –                |
| Албанци     | –               | –                | 33 (0,108%)      | 14 (0,053%)      |
| Мађари      | –               | –                | 5 (0,016%)       | 1 (0,004%)       |
| Словенци    | –               | –                | 4 (0,013%)       | 3 (0,011%)       |
| Македонци   | –               | –                | 2 (0,007%)       | 2 (0,008%)       |

1. 1 На пописима од 1971. до 1991. Бошњаци су пописивани углавном као Муслимани.

## Мјесне заједнице
До рата 1992. године, општина Васеница је била организована у 14 мјесних заједница:
- МЗ Власеница (7.909 ст.) — обухвата насељено мјесто Власеница.
- МЗ Горњи Залуковик (584 ст.) — обухвата насељена мјеста: Врли Крај, Заграђе, Кулина, Оџак, Подбирач и Тугово.
- МЗ Градина (1.225 ст.) — обухвата насељена мјеста: Градина, Дураковићи и Џемат.
- МЗ Дервента (2.737 ст.) — обухвата насељена мјеста: Бешићи, Буковица Горња, Буковица Доња, Витићи, Вишњица, Дервента, Дубачко, Дукићи, Забрђе, Јеремићи, Копривно, Кострача, Лукићи, Нурићи, Помол, Ристијевићи и Тољевићи.
- МЗ Доњи Залуковик (1.701 ст.) — обухвата насељена мјеста: Бакићи, Брда, Буљевићи, Којчевина, Неђељишта, Пијуке, Рогосија и Тикварићи.
- МЗ Ђиле (582 ст.) — обухвата насељена мјеста: Гуњаци, Ђиле, Рупово Брдо и Штедра.
- МЗ Милићи (6.716 ст.) — обухвата насељена мјеста: Бачићи, Бијело Поље, Врточе, Вуковићи, Герови, Голићи, Горње Врсиње, Доње Врсиње, Дубница, Ђурђевићи, Заклопача, Кокановићи, Крајчиновићи, Лукавица, Милићи, Мишићи, Павковићи, Подгора, Рајићи, Рашковићи и Супач.
- МЗ Мишари (1.595 ст.) — обухвата насељена мјеста: Грабовица, Јасен, Кљештани, Козја Раван, Мишари, Рача и Туралићи.
- МЗ Нова Касаба (2.884 ст.) — обухвата насељена мјеста: Бишина, Вукшићи, Глушац, Маћеси, Нова Касаба, Рашево и Себиочина.
- МЗ Пискавице (1.525 ст.) — обухвата насељена мјеста: Друм, Куљанчићи и Пустоше.
- МЗ Симићи (443 ст.) — обухвата насељена мјеста: Драгасевац и Симићи.
- МЗ Скугрићи (1.144 ст.) — обухвата насељено мјесто Скугрићи.
- МЗ Церска (2.872 ст.) — обухвата насељена мјеста: Гобеље, Роваши и Церска.
- МЗ Цикоте (2.025 ст.) — обухвата насељена мјеста: Дурићи, Мајсторовићи, Мршићи, Пешевина, Плакаловићи, Подцрквина, Рашића Гај, Шадићи Горњи и Шадићи Доњи.

Послије рата из састава општине Власеница издвојено је подручје од кога је формирана нова општина Милићи. Општина Милићи обухватила је 54 насељена мјеста, одн. мјесне заједнице: Дервента, Ђиле, Милићи, Нова Касаба и Скугрићи и дијелове мјесних заједница: Церска (насеље Роваши), Горњи Залуковик (насеља Подбирач и Заграђе) и Доњи Залуковик (насеље Буљевићи), а насеље Туралићи је Дејтонским споразумом подијељено између два ентитета : Републике Српске (дио који је остао у саставу општине Власеница) и Федерације БиХ (дио који је припојен општини Кладањ).

## Галерија
- Власеница српска црква
- Власеница
- Власеница
- Власеница панорама
- Власеница панорама
- Власеница панорама
- Власеница панорама